# Myrmecophilus arboreus
Myrmecophilus arboreus är en insektsart som beskrevs av Maeyama och Mamoru Terayama 1994. Myrmecophilus arboreus ingår i släktet Myrmecophilus och familjen Myrmecophilidae. Inga underarter finns listade i Catalogue of Life.